# Isanichthys
Genre
Isanichthys est un genre fossile de poissons osseux à nageoires rayonnées. Ces espèces étaient carnivores et vivaient le long des fleuves et lacs d'Europe et Asie du Jurassique supérieur (Kimméridgien) jusqu'au Crétacé inférieur.

## Liste d'espèces
- † Isanichthys latifrons (Woodward, 1893)
- † Isanichthys lertboosi Deesri, Lauprasert, Suteethorn, Wongko, & Cavin, 2014
- † Isanichthys luchowensis (Wang, 1974)

- † Isanichthys palustris Cavin & Suteethorn, 2006[1] − espèce type

## Systématique
Le genre Isanichthys a été créé en 2006 par Lionel Cavin (d) et Varavudh Suteethorn (d),.

### Étymologie
Le nom générique, Isanichthys, combine l'Isan, la région du Nord-Est de la Thaïlande où ont été trouvés les restes fossiles, au grec ancien ἰχθύς, ikhthús, « poisson ».

### Publication originale
- (en) Lionel Cavin et Varavudh Suteethorn, « A New Semionotiform (Actinopterygii, Neopterygii) from Upper Jurassic - Lower Cretaceous Deposits of North-East Thailand, with Comments on the Relationships of Semionotiforms », Palaeontology, Londres, Wiley-Blackwell et Palaeontological Association, vol. 49, no 2,‎ mars 2006, p. 339-353 (ISSN 0031-0239 et 1475-4983, OCLC 44674714 et 1761779, DOI 10.1111/J.1475-4983.2006.00539.X).